# Dans mon île
Dans mon île est une chanson française composée par Henri Salvador en 1957 avec des paroles écrites par Maurice Pon. Elle figure sur la première plage de la face A du Super 45 tours d'Henri Salvador du même titre, publié par Barclay en 1958. Elle est accompagnée de trois autres chansons : Marianne de Frank Miller, Jacques Larue, Richard Dehr et Terry Gilkyson, Mathilda de Fernand Bonifay et Harry Thomas et Je peux pas travailler de Boris Vian et Henri Salvador.
Cette chanson est entrée dans la posterité, non seulement par le nombre de ses reprises chantées, principalement dans sa langue française d'origine, et instrumentales, mais aussi du fait de sa popularité, plus particulièrement au Brésil, où elle a influencé le style musical bossa nova.

## Production

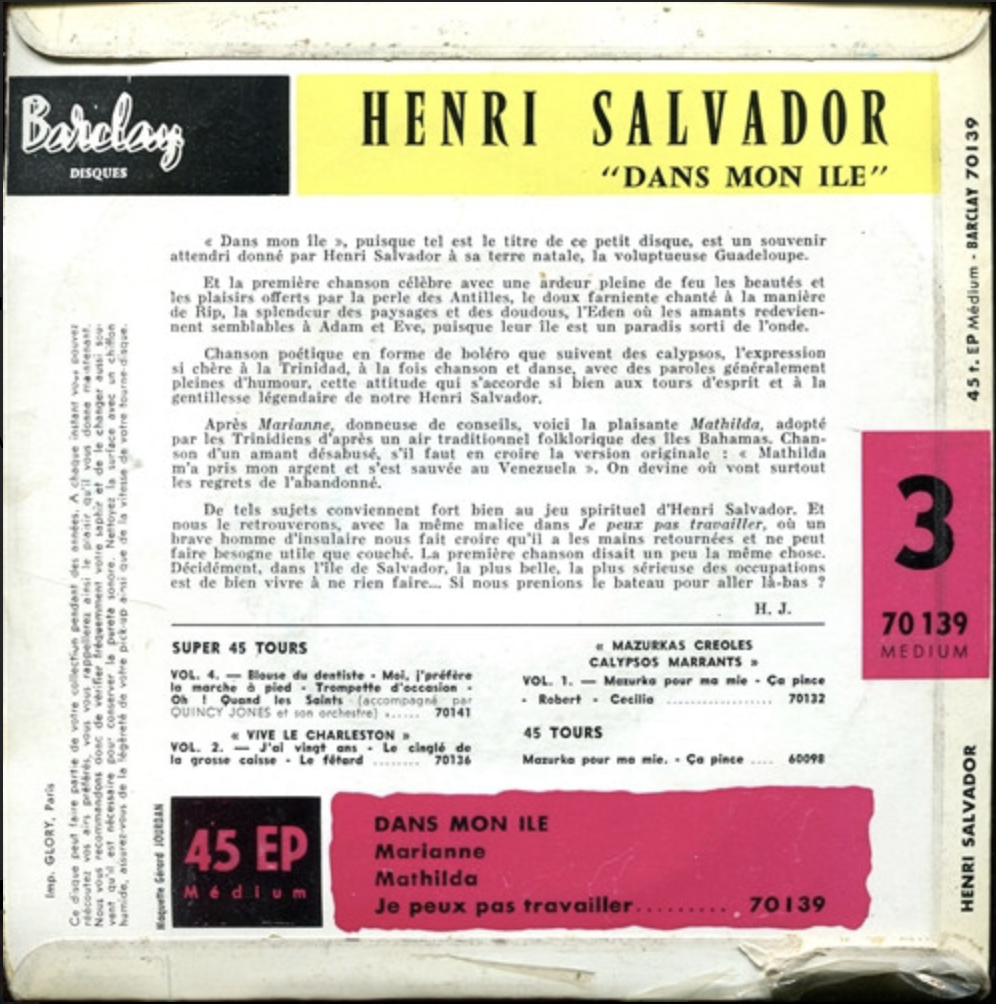
Verso le la pochette du 45 tours original.

À ses débuts, Henri Savador est édité chez Polydor, puis par Philips et Fontana. En 1958, il signe chez son ami Eddie Barclay avec qui il reste jusqu'en 1962, année où il va fonder ses propres éditions discographiques. Depuis longtemps, Salvador maîtrise différents instruments et est passionné de jazz, tout en cultivant son talent de « chanteur de charme », de crooner à la voix suave. Il choisit d'interpréter Dans mon île dans ce style, lors de son enregistrement en 1958. Sur le disque, Henri Salvador joue la chanson à la guitare, accompagné par des rythmes antillais, sous la forme d'un boléro mâtiné de calypso, comme l'explique le texte de la pochette du 45 tours original, redigé par Henry-Jacques.

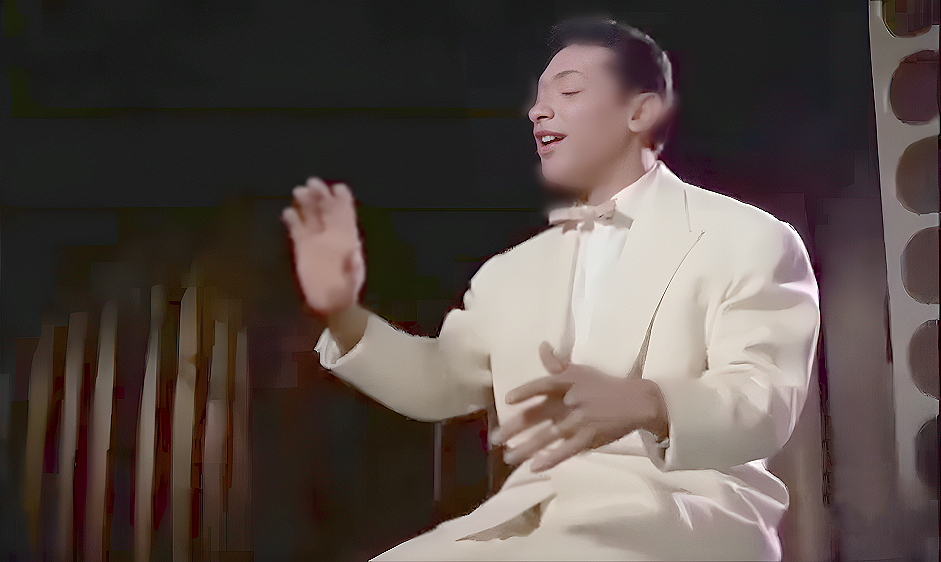
Henri Salvador interprétant "Dans mon île" dans le film italien Nuits d'Europe.

La même année, Henri Salvador interprète la chanson dans le film italien Europa di notte. Ce film sort au Brésil au printemps 1959 et plusieurs musiciens de la mouvance de la bossa nova, dont Nara Leão et Roberto Menescal, assistent à sa projection à Rio de Janeiro. Ils sont enthousiasmés par la chanson de Salvador et la font découvrir à Antônio Carlos Jobim, le co-créateur de la bossa nova avec João Gilberto. Le musicien Sérgio Mendes, autre figure historique de la bossa nova, a raconté à Henri Salvador que Jobim, après avoir écouté Dans mon île,  a dit : « C'est ça qu'il faut faire, ralentir le tempo de la samba et mettre des belles mélodies ».
En 2018, le film documentaire intitulé Face B comme bossa, l'autre histoire d'Henri Salvador confirme que cette chanson a bien influé sur la bossa nova à la fin des années 1950,. Dans ce documentaire, Roberto Menescal raconte ce qu'il a dit à Henri Salvador lors de leur rencontre au Brésil en 2005 : « La Bossa Nova allait exister quoi qu'il arrive, mais elle ne serait pas ce qu'elle est sans vous ».

## Reprises et adaptations
La chanson fait l'objet d'une trentaine de reprises et adaptations diverses. La première est une version instrumentale de jazz symphonique, produite par Eddie Barclay lui-même avec le prestigieux Quincy Jones aux arrangements (1960). La deuxième, également instrumentale, est signée par Hélio Mendes, Seu Piano e Seu Conjunto (1963). Par la suite, en dehors de quelques rééditions, la chanson paraît oubliée pour une très longue période mais en 1978, le pianiste de jazz italien Pino Calvi, enregistre une version instrumentale et en 1980, le chanteur brésilien Caetano Veloso choisit de l'enregistrer pour son album Outras Palavras qui sort en 1981. La chanson retrouve aussitôt un succès significatif, au Brésil et sur le plan international. En 1998, l'Italien Fred Bongusto choisit de l'enregistrer pour son album Paradiso Perduto dans le style bossa nova, style qui sera utilisé dans plusieurs des interprétations ultèrieures. Il faut attendre plusieurs années avant que la chanson ne soit à nouveau reprise. À la fin de la décennie 1990, la chanteuse brésilienne Silvia Torres l'enregistre pour son album de bossa nova intitulé Silvia Torres sorti en 1997.
À partir des années 2000, avec le retour au devant de la scène, et du nouveau succès, d'Henri Salvador, le titre est de plus en plus réinterprété et adapté par différents artistes du monde entier. Ainsi, l'italien Stefano Bollani adapte une version instrumentale au piano (2001) puis les musiciens de jazz italiens Gianni Basso et Renato Sellani enregistrent leur propre adaptation (2002), également sans la partie vocale. Toujours en version jazz, le Francesca Ajmar Quartet italien signe sa propre reprise, avant la version de la chanteuse nippo-brésilienne Lisa Ono (2003); parmi les musiciiens invités à collaborer à cet album, on compte le Français Pierre Barouh, le jazzman Richard Galliano et Henri Salvador lui-même, qui interprète un duo avec la chanteuse, sur le titre J'ai vu. L'année suivante marque de nouvelles interprétations par la chanteuse franco-allemande Sophie Wegener avec le groupe Zona Sul, celle des brésiliennes Clara Moreno ou Cecilia Dale. Ensuite, l'Américaine Sara Lazarus avec le Français Biréli Lagrène pour leur Gipsy Project (2006) traitent le titre avec une version aux teintes manouches.
En 2006, Salvador reprend lui-même la chanson, qu'il enregistre cette fois-ci avec un rythme bossa à la guitare, puis, l'année suivante, la canadienne Carol Welsman (2007) l'adapte dans un style jazzy plus contemporain. Après la mort d'Henri Salvador, la chanson est successivement reprise par la chanteuse française Mademoizelle Fizz (2009), par le guitariste jazz français Sylvain Luc (instrumental, 2009), par le brésilien Paulo Costta puis par la harpiste brésilienne Cristina Braga (instrumental, 2010). Les reprises diverses se multiplient les années suivantes avec celle de	la canadienne Diana Panton (2011), du Brésilien Fernando Rocha (2012), de la Française Clara Bellar (2013), l'adaptation vocale jazz du Hot Club Harmonists (2016) puis l'instrumental de l'harmoniciste français Olivier Ker Ourio (2017) ainsi que celle de la Capverdienne née au Sénégal, Karin Mensah (2018).
La formation jazz L'Âme des poètes livre un instrumental acoustique (2020) puis l'année suivante, les Italiens Francesca Leone e Guido Di Leone donnent une version proche de l'original. Un an plus tard, la chanteuse jazz américano-brésilienne Laura Karst interprète une adaptation rumba-jazz (2022) ainsi que la chanteuse française Adé qui en propose une version acoustique s'accompagnant à la guitare sèche, comme l'originale.